# All I Need (Foxes)
All I Need è il secondo album in studio della cantante britannica Foxes, pubblicato il 5 febbraio 2016 dalla Epic Records.

## Descrizione
L'artista ha iniziato a lavorare al secondo album nel dicembre del 2014 (mentre era ancora in tour con Pharrell Williams) e dopo qualche mese ha concesso un'intervista nella quale lo definiva un disco «sincero ed emozionante, le tracce sono molto più vocali e sembrano come pagine di un diario. Ha elementi appartenenti al primo album, ma non è stato prodotto da così tante persone come quest'ultimo».
Il preordine digitale dell'album è stato reso disponibile dall'agosto del 2015 e la data ufficializzata inizialmente era il 15 ottobre, successivamente spostata al 5 febbraio 2016. La data slittò fino all'anno successivo semplicemente perché solo in questo modo l'album sarebbe stato distribuito mondialmente. Nel dicembre del 2015 furono disponibili per il preordine diverse copie dell'edizione deluxe del disco autografate da lei stessa. Foxes ha anche tenuto una live esclusiva sul suo profilo Facebook nella quale la si vedeva firmare le copie preordinate.
Per quanto riguarda le copie vendute dall'album nella prima settimana furono 7 724 copie solo nel Regno Unito piazzandosi alla posizione n. 3 nella Official Charts Company. Nel Novembre 2016 All I Need aveva venduto oltre 16 500 copie mondialmente. Secondo i dati della Official Charts Company, All I Need ha venduto oltre 40 000 copie.

## Promozione
A fine maggio 2015 Foxes ha annunciato su Snapchat il titolo del singolo apripista dell'album, Body Talk, che esibì per la prima volta nella settimana successiva. Il brano è stato pubblicato il 4 giugno seguente, mentre il video è stato diffuso il 23 di tale mese. Qualche settimana dopo, la cantante ha pubblicato sul suo profilo Instagram un video dove in sottofondo si sente un riff di pianoforte: il brano si è rivelato essere la traccia numero 12 dell'album, On My Way. Sotto al video, ha scritto anche una frase: If I was a bird I could fly far, far, far way, frase che apre la traccia Rise Up sia nella versione Intro che nella versione Reprise.
Sempre nell'estate del 2015 la cantante ha fatto da modella per H&M per la catena H&M Loves Music. Il 23 luglio, sul canale YouTube di H&M, è stato pubblicato in anteprima il video musicale di Feet Don't Fail Me Now, estratto come secondo singolo il 7 agosto seguente. Il 4 settembre è stata la volta del terzo singolo Better Love, accompagnato il 17 dello stesso mese dal video. Tra novembre e dicembre sono stati pubblicati anche If You Leave Me Now e Amazing.
Il 26 dicembre è stato diffuso Devil Side, distribuito dalla cantante come regalo di Natale. Il giorno successivo viene pubblicato su YouTube il Track-By-Track di tutti i brani i All I Need, nel quale vengono presentate le relative anteprime. Il 29 gennaio 2016, a una settimana dall'uscita di All I Need, è stato reso disponibile per l'ascolto il settimo singolo Wicked Love. Il 29 aprile 2016, in occasione del ventisettesimo compleanno di Foxes, è stato presentato il video di Cruel.
Dal 10 al 15 maggio Foxes ha intrapreso l'All I Need Tour, originariamente fissata tra febbraio e marzo ma positicipato a causa di una malattia che l'ha colpita.

## Accoglienza
All I Need ha ricevuto critiche sostanzialmente positive dalla critica musicale e le tracce più acclamate sono state ritenute If You Leave Me Now, Devil Side, Feet Don't Fail Me Now, Scar e On My Way. Tra le critiche positive troviamo quella di AllMusic che ha definito l'album "vibrante, intelligente e piacevole". The Observer ha recensito positivamente l'album dicendo che "ha reso ballabile la tristezza", aggiudicandogli 4 stelle. Anche le recensioni di Q Magazine, Rolling Stone, Popmatters, NME e The Guardian sono state tutte molto positive, definendolo un trionfo. Tra le recensioni negative, troviamo quella di Pitchfork Media, definendolo "mediocre e dimenticabile". Su Metacritic, l'album ha una percentuale del 67% di critiche positive da parte dei nove utenti che lo hanno recensito, indicando recensioni generalmente favorevoli.

## Tracce
1. Rise Up (Intro) – 0:58
2. Better Love – 3:35
3. Body Talk – 3:29
4. Cruel – 3:43
5. If You Leave Me Now – 4:51
6. Amazing – 3:47
7. Devil Side – 3:59
8. Feet Don't Fail Me Now – 3:23
9. Wicked Love – 3:14
10. Scar – 3:08
11. Money – 3:14
12. On My Way – 4:22

Tracce bonus nell'edizione deluxe
1. Shoot Me Down – 3:38
2. Lose My Cool – 3:22
3. All I Need – 3:49
4. Rise Up (Reprise) – 2:35

Tracce bonus nell'edizione giapponese
1. Body Talk (Live) – 3:26
2. Holding onto Heaven (Live) – 3:29
3. Let Go for Tonight (Live) – 3:17
4. Youth (Live) – 2:52

## Classifiche
| Classifica (2016)         | Posizione massima |
| ------------------------- | ----------------- |
| Australia                 | 53                |
| Giappone                  | 111               |
| Irlanda                   | 42                |
| Italia                    | 4                 |
| Regno Unito               | 12                |
| Spagna                    | 102               |
| Stati Uniti (heatseekers) | 8                 |
| Svizzera                  | 99                |